# Prolintaan
Prolintaan is een tertiair amine. Het is een psychoactieve stof die verwant is aan amfetamine en die het centraal zenuwstelsel stimuleert en vermoeidheid tegengaat. Het werd in de jaren 1950 ontwikkeld door het Duitse farmaceutische bedrijf Dr. Karl Thomae GmbH. Het wordt verkocht onder de merknaam Catorid, Catovit of Katovit (in combinatie met een aantal vitamines), Promotil, of generisch Prolintane. Het is bekend als smart drug, "studiedrug" en "rave drug". In bijna alle landen is het middel van de markt genomen vanwege een risico op cardiovasculaire problemen.
Prolintaan is als stimulerend middel een verboden middel in de sport. Het staat op de lijst van verboden substanties van het WADA.